# صبر (مكيراس)

تعديل مصدري - تعديل

صبر هي إحدى قرى عزلة مكيراس بمديرية مكيراس التابعة لمحافظة البيضاء، بلغ تعداد سكانها 275 نسمة حسب تعداد اليمن لعام 2004.